# پدرو عبد
پدرو عبد (به اسپانیایی: Pedro Abad) یک دهستان در اسپانیا است که در استان کوردوبا (اسپانیا) واقع شده‌است. پدرو عبد ۲۴ کیلومتر مربع مساحت و ۲٬۹۳۴ نفر جمعیت دارد و ۱۶۲ متر بالاتر از سطح دریا واقع شده‌است.